# فرانکو توزی مکانیکا

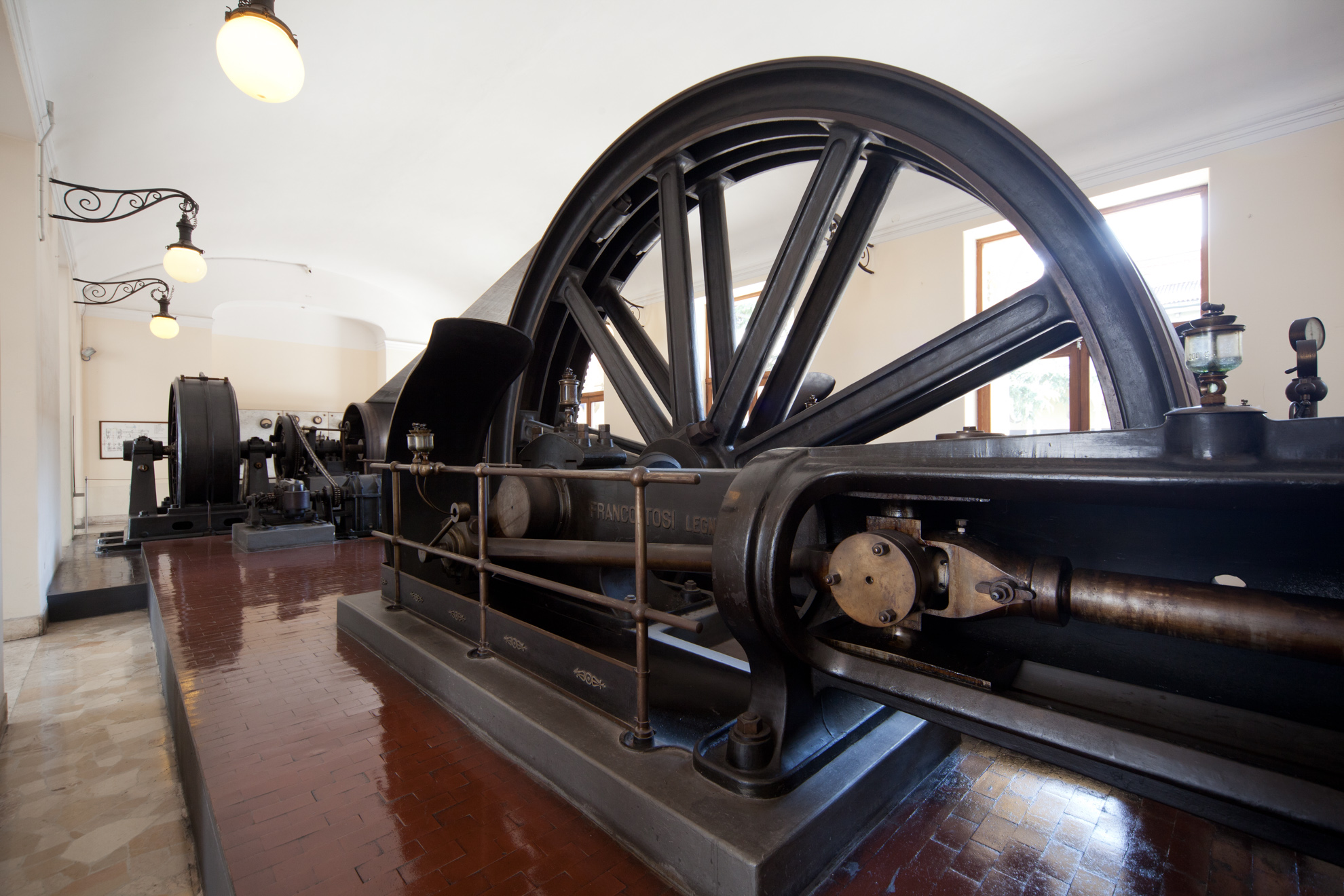
مولد ترموالکتریک "رجینا مارگریتا"، که در نمایشگاه علم و فناوری لئوناردو داوینچی میلان نمایش داده می‌شود.

 فرانکو توزی مکانیکا (که پیش‌تر به نام Franco Tosi & C. شناخته می‌شد و اکنون Franco Tosi Meccanica نامیده می‌شود) یک شرکت مهندسی ایتالیایی است که اکنون در زمینۀ تولید توربین‌های بخار، توربین‌های آبی، بویلرها، مبدل‌های حرارتی و پمپ‌ها متمرکز است. این شرکت در لنیانو در نزدیکی میلان واقع شده‌است.

فرانکو توزی در ۱۹۵۸
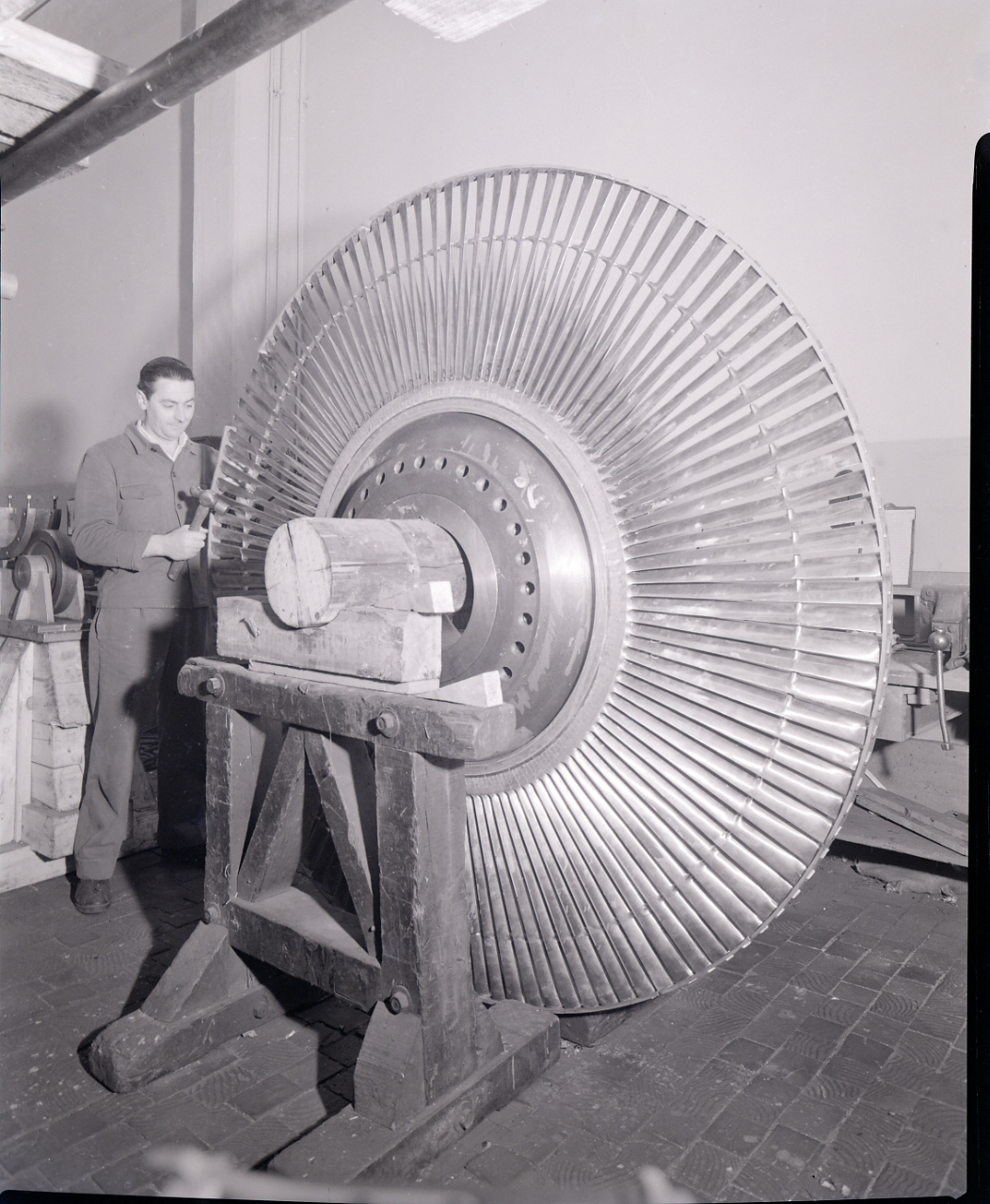
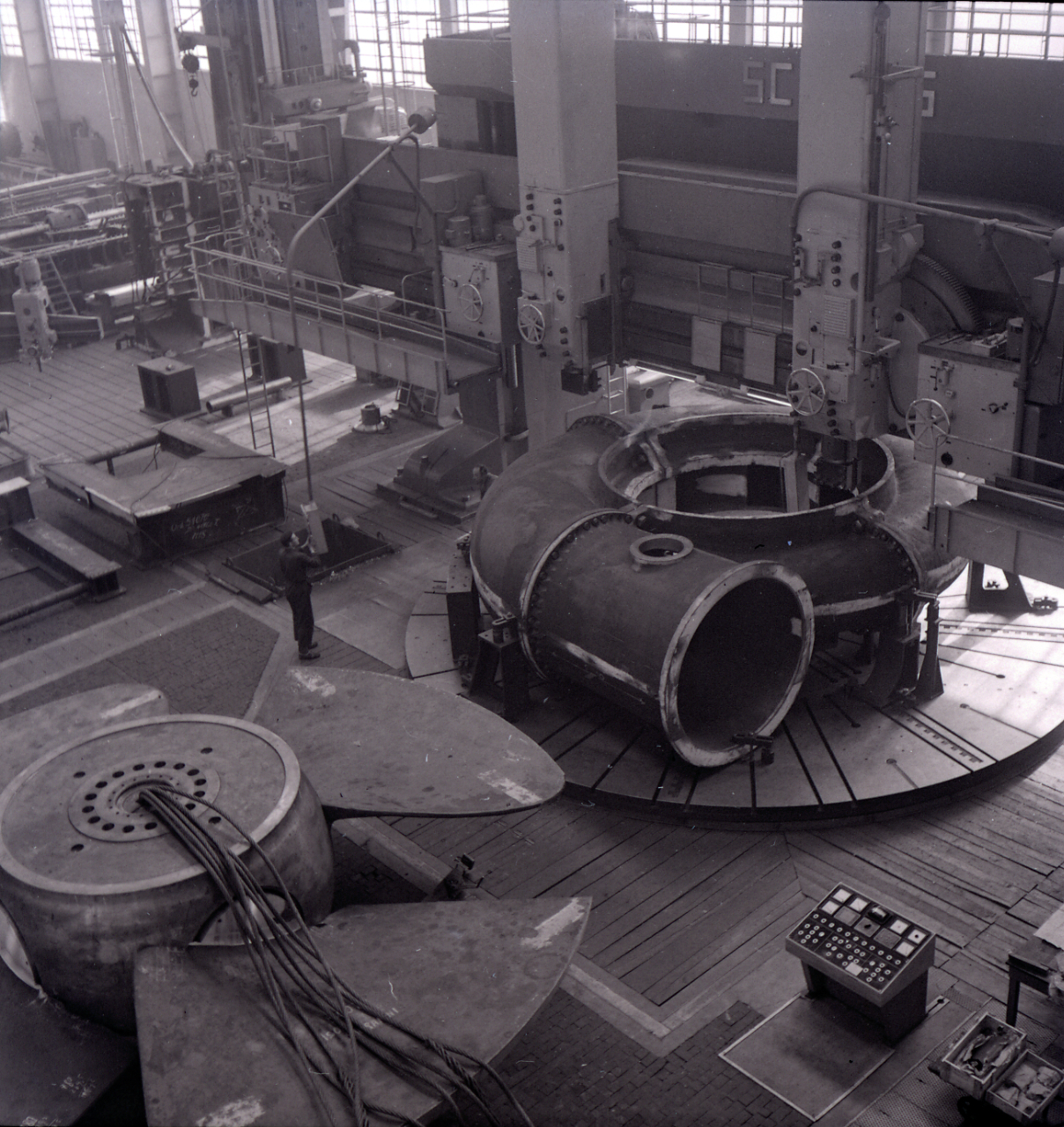
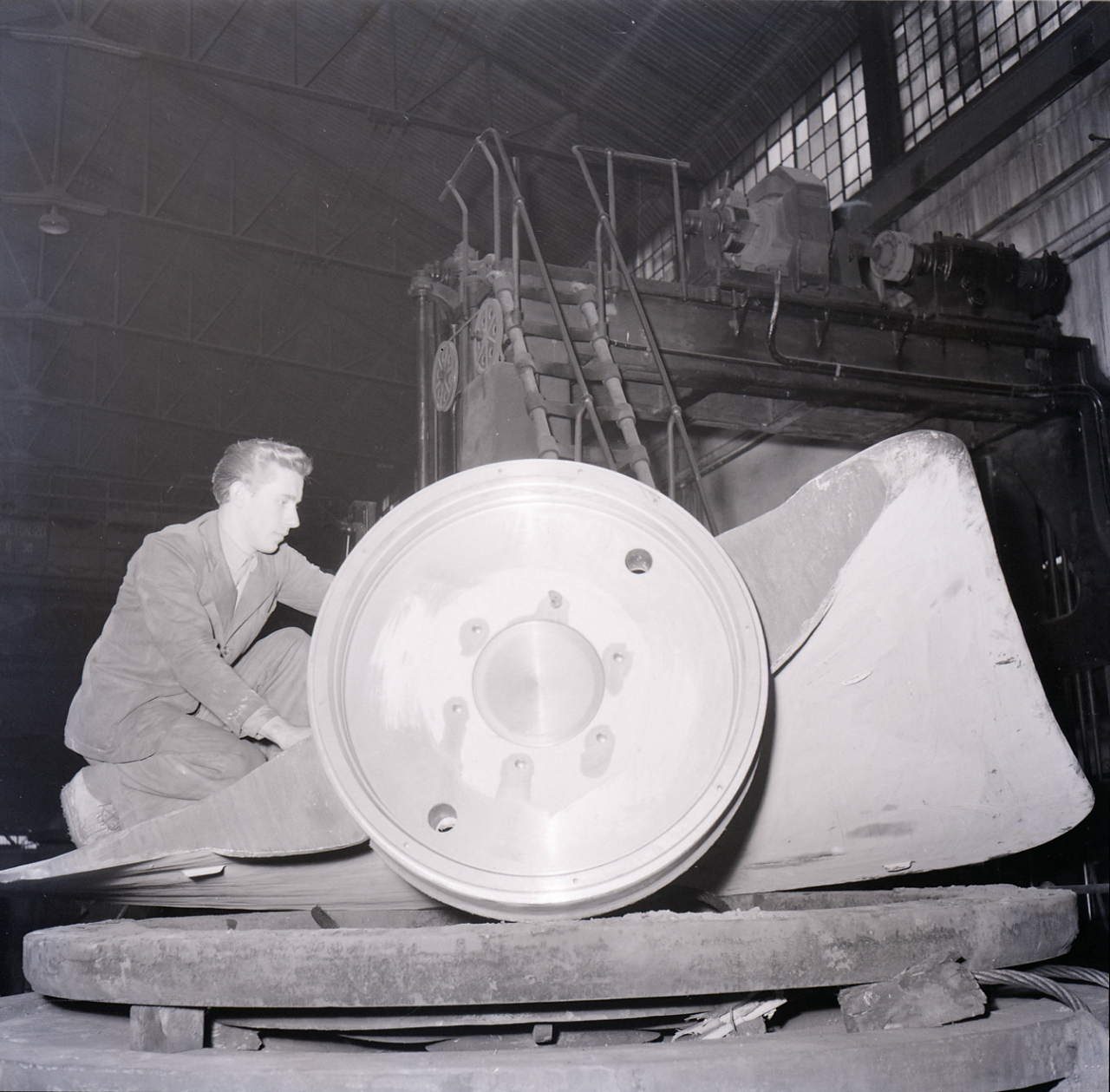
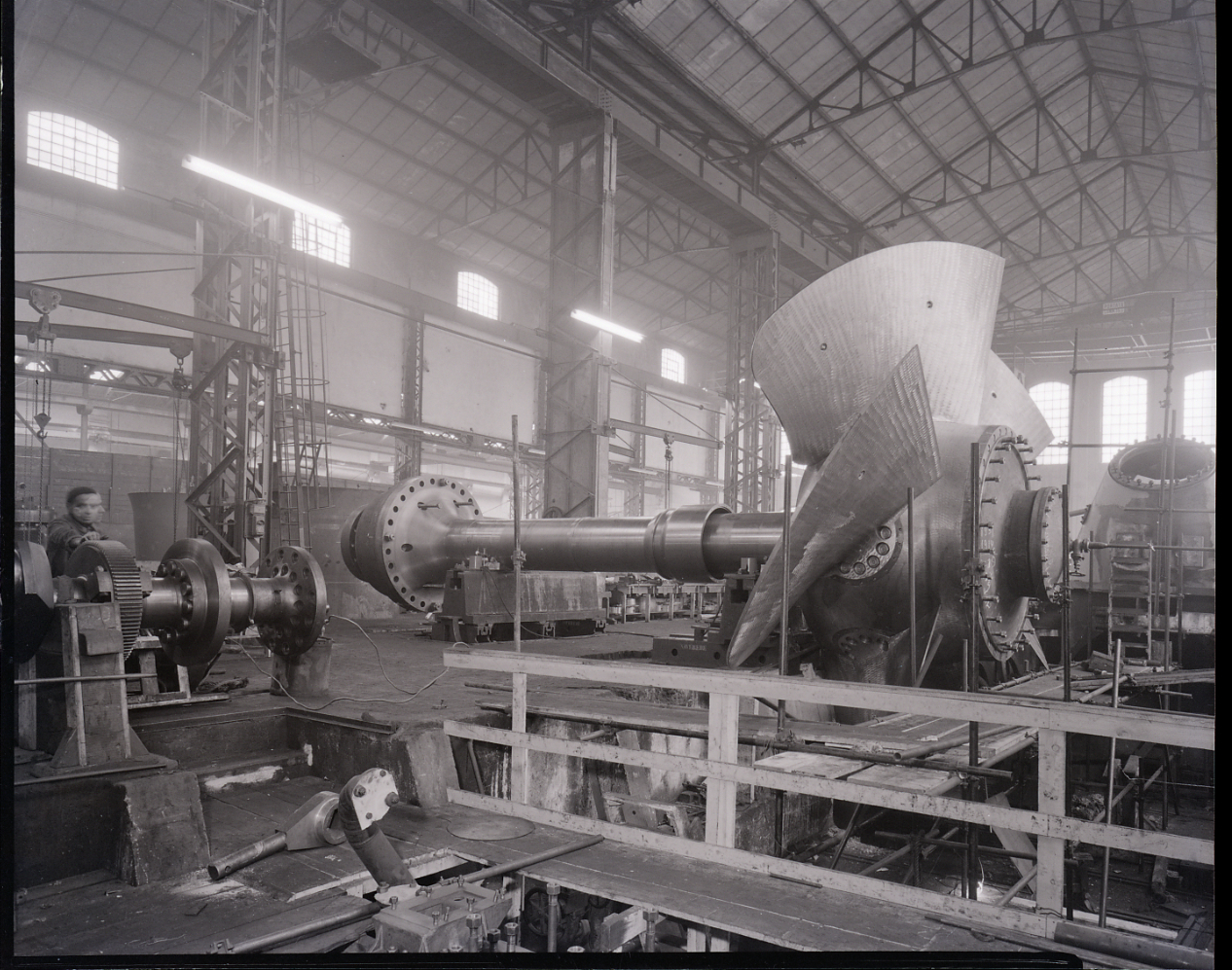